# France-Albert René

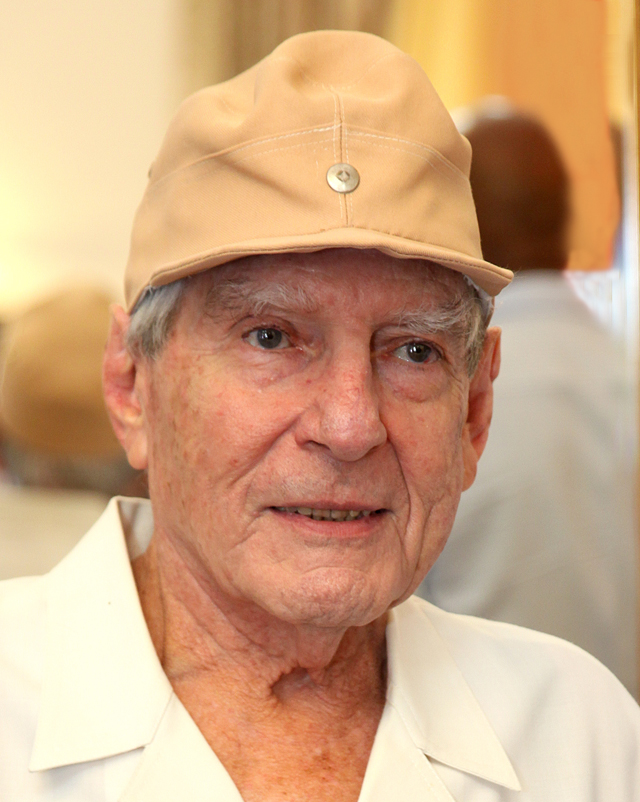
France-Albert René in 2014

France-Albert René (16 november 1935 – 27 februari 2019) was een Seychels politicus. Van 1977 tot april 2004 was hij de president van de Seychellen.

## Loopbaan
France-Albert René studeerde aan het Saint Mary's College en King's College London. Van 1957 tot 1961 was hij advocaat op de Seychellen. Hij was een aanhanger van het gematigde socialisme van de Britse politici Clement Attlee en Hugh Gaitskell. In 1964 richtte hij de sociaaldemocratische Volksunie Partij van de Seychellen (SPUP) op. Na de onafhankelijkheid van de Seychellen in 1976 volgde hij James Mancham op als premier, terwijl de laatste het ambt van president op zich nam. Op 5 juni 1977 grepen aanhangers van René de macht op de Seychellen. René claimde later niet op de hoogte te zijn geweest van de coup, maar feit blijft dat hij na de coup het presidentschap van de Seychellen op zich nam. De Seychellen kregen een nieuwe grondwet waarin werd bepaald dat het land een eenpartijstelsel kreeg met een sterke positie voor de president.
In 1979 fuseerde de SPUP met enkele kleinere partijen tot het Progressief Volksfront van de Seychellen (Front Progressiste du Peuple Seychellois; FPPS), de enige toegestane partij. René voerde enkele sociale hervormingen door die deels een succes werden.
Op 25 november 1981 probeerde Michael Hoare, een door het Zuid-Afrikaanse apartheidsbewind gesteunde koopman, een gewapende opstand te organiseren. De opstand werd echter spoedig ontdekt en Hoare vluchtte naar Zuid-Afrika. Tot 1992 bleef er een noodtoestand van kracht.
René knoopte nauwe contacten aan met de Sovjet-Unie, de Comoren, Tanzania en Noord-Korea. Hij onderhield ook banden met Frankrijk en Groot-Brittannië.
Renés bewind mocht dan wel niet bijzonder democratisch zijn geweest, maar het was geen dictatuur en het zorgde er wel voor dat de Seychellen een van de stabielste economieën hebben van Afrika.
In 1991 kondigde hij de terugkeer van de democratie en het meerpartijenstelsel aan. Bij de democratische verkiezingen van 1993 en 1998 werd hij als president herkozen. In februari 2004 kondigde hij zijn aftreden aan. Op 14 april 2004 trad hij ook daadwerkelijk af. Vicepresident James Alix Michel volgde hem als president op.
France-Albert René overleed in 2019 op 83-jarige leeftijd.